# Alejandro I de Grecia
Alejandro I de Grecia (en griego: Αλέξανδρος A΄; Tatoi, 1 de agosto de 1893-Atenas, 25 de octubre de 1920) fue el tercer rey de los helenos desde 1917 hasta su muerte. 
Segundo hijo del rey Constantino I de Grecia, sucedió a su padre en 1917 después de que los Aliados hubieran obligado a este último y a su primogénito y sucesor Jorge a partir al exilio en Suiza. Sin experiencia política real, el nuevo soberano estuvo privado de todo poder por la facción venizelista y hecho prisionero en su propio palacio. Su primer ministro, el cretense Eleftherios Venizelos, gobernó con el apoyo de las potencias de la Triple Entente. Convertido en un mero títere, Alejandro I apoyó a las tropas griegas en su guerra contra Bulgaria y el Imperio otomano. Finalmente, se convirtió en el soberano de una Grecia cuyo territorio había aumentado considerablemente tras la Primera Guerra Mundial y el inicio de la Guerra greco-turca.
Contrajo matrimonio morganático en 1919 con Aspasia Manos, una noble griega, lo que provocó un escándalo en Grecia así como en la familia real. La joven Aspasia fue obligada a abandonar el país durante varios meses. Poco tiempo después de conseguir volver a ver a su esposa, Alejandro fue mordido por un mono doméstico y murió de sepsis. La desaparición del soberano provocó enormes dificultades políticas en Grecia y planteó la cuestión de la pervivencia de la monarquía así como del régimen venizelista.

## Familia
Alejandro era el segundo hijo del rey Constantino I de Grecia y su esposa, la princesa Sofía de Prusia, hija del emperador Federico III de Alemania y de su mujer, la princesa Victoria de Sajonia-Coburgo-Gotha. Por ello, tenía la particularidad genealógica de ser el bisnieto del monarca Cristián IX de Dinamarca, apodado el «suegro de Europa» y de la reina Victoria del Reino Unido, apodada la «abuela de Europa». Era, además, el sobrino del káiser Guillermo II de Alemania y pariente próximo del zar Nicolás II de Rusia y del rey Jorge V del Reino Unido.
El 17 de noviembre de 1919, el príncipe contrajo matrimonio en Atenas con la aristócrata griega Aspasia Manos, hija del coronel Petros Manos y de su esposa María Argyropoulos. De este matrimonio morganático nació una hija póstuma:
- Princesa Alejandra, Princesa de Grecia y Dinamarca. Se casó con el rey Pedro II de Yugoslavia y tuvieron un hijo, actual pretendiente al trono serbio, el príncipe heredero Alejandro de Yugoslavia.

## Biografía

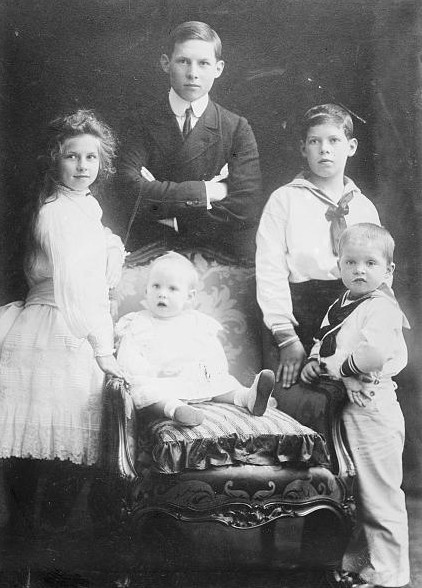
Los hijos del rey Constantino I de Grecia en 1905. De izquierda a derecha, la princesa Helena, la princesa Irene (futura reina de Croacia), el príncipe heredero Jorge (futuro Jorge II), el príncipe Alejandro (futuro Alejandro I) y el príncipe Pablo (futuro Pablo I). La princesa Catalina no aparece en la fotografía.

### Príncipe griego

#### Infancia
Segundo hijo del príncipe heredero Constantino, el príncipe Alejandro tuvo una infancia feliz entre el palacio real de Atenas y el de Tatoi. Realizó numerosos viajes con sus padres al extranjero y visitaba con frecuencia a su abuela materna, la emperatriz Victoria, que sentía un cariño especial por su familia griega. El príncipe visitaba también Dinamarca, Reino Unido y Rusia cuyos soberanos eran parientes cercanos de su familia.
Tenía una relación muy cercana con su hermana menor, Helena, pero mucho más fría con su hermano mayor Jorge. Mientras que su hermano Jorge era un niño serio y reflexivo, Alejandro era mucho más travieso y extrovertido: fumaba cigarros hechos con papel secante, se divertían prendiendo fuego a cosas en la sala de juegos del palacio y estuvo a punto de matar un día a su hermano pequeño Pablo al pasearlo a toda velocidad en un carrito de juguete.

#### Carrera militar
El príncipe recibió una educación muy cuidada, pero no tanto como la de su hermano mayor, pues no estaba destinado a subir al trono. Al contrario que Jorge, que recibió una parte de su formación militar en Alemania, Alejandro realizó todo su escolaridad en Grecia, ya que entró en la escuela militar Evélpides, la principal academia militar griega, donde ya habían estudiado varios de sus tíos. En esta prestigiosa institución, destacó más por su talento para la mecánica que por sus capacidades intelectuales. De hecho, era un apasionado de los automóviles, así como de las motos, y fue uno de los primeros griegos que adquirió uno.
Entre 1912 y 1913, el príncipe se distinguió en combate durante las Guerras de los Balcanes. Como joven oficial, estaba, junto con su hermano mayor, al servicio de su padre y lo acompañó durante su entrada, a la cabeza de la primera división griega, en la ciudad de Salónica, en 1912. Al final de la primera guerra balcánica, la ciudad y su región pasaron a formar parte de Grecia, lo que permitió a su país aumentar considerablemente su superficie. Sin embargo, poco tiempo después, el rey Jorge I fue asesinado en esta misma ciudad y el padre de Alejandro ascendió al trono con el nombre de Constantino I.

#### Vida sentimental
En 1915, Alejandro se reencontró con una de sus amigas de la infancia Aspasia Manos, durante una fiesta ofrecida en Atenas por el mariscal Theodoros Ypsilántis. La joven, que acababa de regresar de sus estudios en Francia y Suiza, era considerada muy hermosa por sus conocidos. Para Alejandro que, a pesar de tener solo 21 años, ya coleccionaba conquistas amorosas, fue un flechazo. El príncipe estaba tan decidido a seducir a la joven que incluso se reunió con ella en la isla de Spetses donde esta estaba de vacaciones ese año. Sin embargo, Aspasia se resistió a su encanto. Aunque él también estaba considerado un hombre muy guapo, Alejandro tenía fama de mujeriego debido a numerosas relaciones pasadas. A pesar de ello, Alejandro consiguió conquistar a la bella «aristócrata» griega y, muy enamorados, la pareja se comprometió, pero el compromiso fue secreto. De hecho, el rey Constantino y la reina Sofía, al igual que la mayor parte de la alta sociedad de la época, no concebían que sus hijos se casaran con personas de clase inferior. No obstante, la familia Manos provenía de la «alta aristocracia» fanariota y había, entre sus ancestros, gobernadores de los principados rumanos, pero no tenían sangre real.

### Rey de los Helenos

#### Un contexto difícil

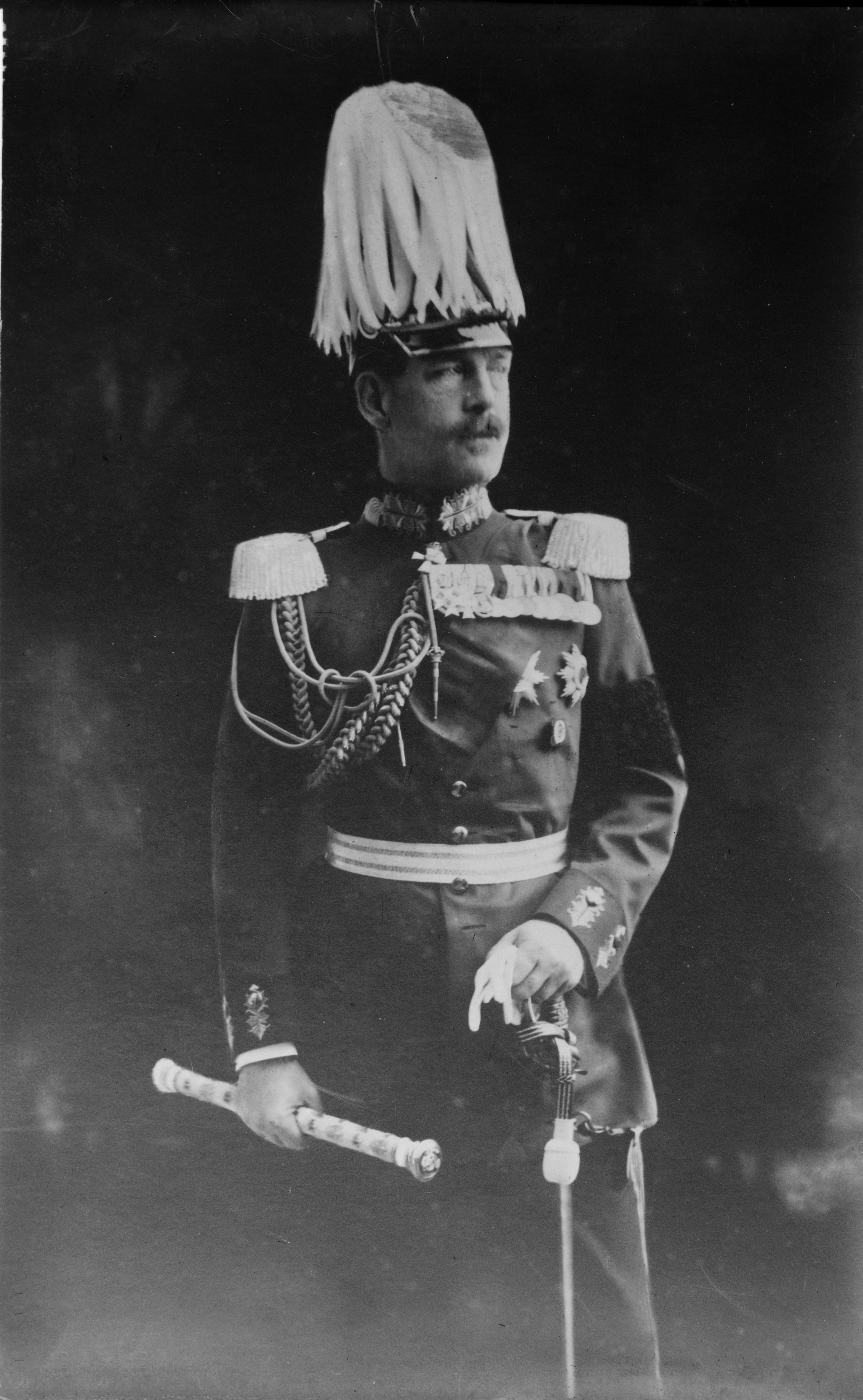
El rey Constantino I en uniforme de mariscal de campo alemán (1913).

Durante la Primera Guerra Mundial, el rey Constantino I de Grecia se mantuvo neutral, aunque favorable hacia Alemania y sus aliados de la Triple Alianza. Cuñado del káiser Guillermo II, el soberano era bastante germanófilo pues efectuó parte de su formación militar en Prusia. Esto provocó el distanciamiento entre el soberano y su primer ministro Eleftherios Venizelos, que estaba convencido de la necesidad de aportar a los países de la Triple Entente con idea de reagrupar a las minorías griegas del Imperio otomano y de los Balcanes en el Reino de Grecia. Protegido por los países de la Entente, especialmente por Francia, el político formó, en 1916, un gobierno paralelo al monárquico en Salónica. El centro de Grecia fue ocupado por las fuerzas aliadas y el país estaba a punto de hundirse en una guerra civil, en un periodo llamado «Cisma nacional».
A pesar de este contexto difícil, Constantino I rechazó modificar su política y decidió plantar cara a la oposición rotunda de la Entente y de los venizelistas. En julio de 1916, un incendio provocado alcanzó la residencia de Tatoi y la familia real escapó por poco de las llamas. Alejandro no salió herido, pero su madre salvó a su hermana pequeña in extremis y la llevó por entre los bosques durante más de dos kilómetros. Hubo dieciséis víctimas mortales entre el personal de palacio y los bomberos que acudieron para sofocar el fuego.
Finalmente, el 10 de junio de 1917, Charles Jonnart, el alto comisario de la Entente en Grecia, ordenó al rey Constantino que se apartara del poder. Ante la amenaza de un desembarco de la Entente en El Pireo, el soberano aceptó partir al exilio sin abdicar oficialmente. Como los Aliados no querían instaurar la república en Grecia, uno de los miembros de la familia debía sucederle. Como el príncipe heredero era considerado también un germanófilo como su padre, los Aliados decidieron, en primer lugar, ofrecerle la corona a un hermano del soberano, el príncipe Jorge de Grecia. Sin embargo, Jorge no aspiraba a ningún cargo político tras su fracaso como alto comisario de la Creta autónoma entre 1901 y 1905. Además, se mostró fiel a su hermano y rechazó categóricamente sustituir a su hermano. Ante este fracaso, Venizelos y la Entente eligieron al segundo hijo de Constantino, el príncipe Alejandro, como nuevo monarca.
A pesar de todo, la destitución de Constantino no contentó a todas las potencias protectoras del reino heleno. Si bien Francia no podía ocultar su alegría al ver partir al anciano monarca y el Reino Unido no impidió a Jonnant actuar, el Gobierno Provisional Ruso protestó oficialmente ante París. Petrogrado exigió que Alejandro no recibiera el título de rey, sino solo el de regente con idea de preservar los derechos del depuesto soberano y su sucesores. Sin embargo, las reivindicaciones de Rusia no fueron tenidas en cuenta y Alejandro subió al trono como monarca.

#### Llegada al trono

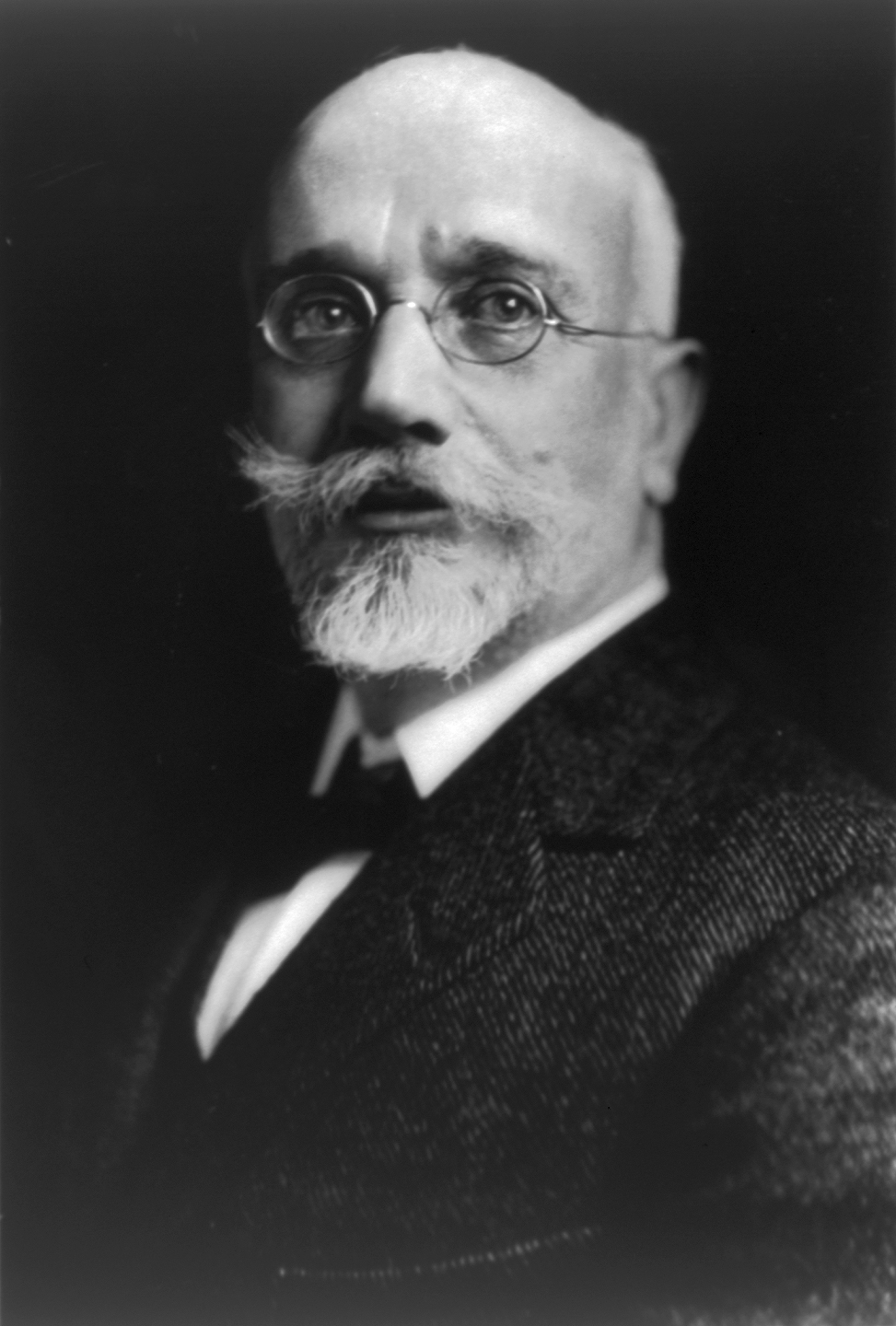
Eleftherios Venizelos, el feroz enemigo de la familia real griega (1919).

La ceremonia en la que Alejandro accedió al trono, el 10 de junio de 1917, estuvo impregnada de tristeza. Aparte del arzobispo de Atenas, Teocleto I, que fue testigo del juramento del nuevo soberano, solo asistieron el rey Constantino I, Jorge, su sucesor, y el primer ministro Aléxandros Zaimis. No hubo celebración ni boato en una ceremonia que se produjo en secreto. Alejandro, que contaba con 23 años, tenía la voz tomada y lágrimas en los ojos cuando prestó juramento de fidelidad sobre la constitución griega. Él sabía que tenía un papel difícil, ya que la Entente y los venizelistas se oponían a la familia real y no estaban dispuestos a obedecerle. Además, era consciente de que su reinado era ilegítimo. De hecho, ni su padre ni su hermano mayor habían renunciado a sus derechos sobre la corona y, además, antes de la ceremonia, Constantino explicó largo y tendido a su hijo que si bien iba a ocupar el trono no era el verdadero monarca.
La misma tarde de la ceremonia, la familia real decidió abandonar el palacio de Atenas para reunirse en Tatoi. No obstante, los habitantes de la capital rechazaron la salida de sus soberanos hacia el exilio y se formaron masas de personas alrededor del palacio para impedir a Constantino y a los suyos salir. El 11 de junio, el monarca y su familia consiguieron salir a escondidas de su residencia. Al día siguiente, el rey, la reina y sus hijos, a excepción de Alejandro, llegaron al pequeño puerto de Oropo y tomaron el camino hacia el exilio. Esta fue la última vez que Alejandro I estuvo en contacto con su familia.

#### Un rey títere
Una vez que sus padres y hermanos partieron al exilio, Alejandro se encontró totalmente aislado por los nuevos hombres fuertes de Grecia. De hecho, los venizelistas y los representantes de la Entente convencieron a los tíos del joven soberano, y en particular al príncipe Nicolás de Grecia de que no eran bienvenidos en el palacio real pues podía ser una influencia nefasta en el soberano. Además, el conjunto del personal de la monarquía fue reemplazado progresivamente por los enemigos de Constantino I y el soberano se vio alejado de sus amigos, y algunos de estos incluso fueron encarcelados. Incluso se retiraron los retratos de la familia de las residencias de Alejandro y este llegó incluso a escuchar a los nuevos ministros llamarle «hijo del traidor».
El 26 de junio de 1917, el joven monarca se vio obligado a llamar a Eleftherios Venizelos a la cabeza del gobierno. A pesar de las promesas que la Entente hizo cuando Constantino salió, Zaimis estuvo obligado a dimitir y Venizelos volvió a Atenas. Sin embargo, Alejandro se opuso casi inmediatamente a la vuelta del cretense y este, contrariado por los desaires del soberano, lo amenazó rápidamente con destituirlo y nombrar en su lugar un consejo de regencia en nombre del príncipe Pablo, que era menor. Finalmente, las potencias de la Entente pidieron a Venizelos que se calmara y Alejandro conservó la corona. No obstante, espiado día y noche por los partidarios del primer ministro, el monarca se convirtió en un prisionero en 
su propio palacio y sus órdenes no fueron escuchadas.
En cuanto a los asuntos de Estado, Alejandro I no tenía experiencia alguna y sus ministros apenas lo ayudaron a formarse como rey. Sin embargo, el joven estaba dedicado a su tarea y realizaba su trabajo con seriedad, incluso si apenas leía los documentos oficiales que le llevaban para firmar. Fuera del palacio, sus funciones reales eran limitadas y podían resumirse en visitar el frente macedonio para elevar la moral de las tropas helenas. Tras el retorno de Venizelos al poder, Atenas estaba en guerra contra los Imperios centrales y los soldados griegos combatieron a los búlgaros en el norte.

#### Rey de una Grecia más extensa

Expansión territorial de Grecia entre 1832 y 1947.

Al final de la Primera Guerra Mundial, Grecia aumentó sus fronteras de 1914. Los tratados de Neuilly-sur-Seine y de Sèvres confirmaron las conquistas territoriales del país. Atenas adquirió la mayor parte de la Tracia (hasta entonces dominado por Bulgaria y Turquía), diversas islas egeas otomanas (como Imbros y Ténedos así como la región de Esmirna, en Jonia, que estaba bajo mandato griego). Alejandro se convirtió así en el soberano de un reino griego con un territorio que había aumentado alrededor de un tercio, de lo cual estaba orgulloso. Sin embargo, el monarca no fue quien se llevó la gloria, sino Venizelos. En efecto, Venizelos fue quien se desplazó a París durante las negociaciones de paz con Constaninopla y Sofía y recibió, de manos del rey, una corona de laurel por sus trabajos en favor del panhelenismo a su vuelta a Grecia en agosto de 1920.
A pesar de todo, los griegos no se mostraban satisfechos por las victorias territoriales que consiguieron al primer conflicto mundial. Deseosos por anexionarse Constantinopla y una parte aún mayor del Asia Menor otomana, invadieron Anatolia más allá de Esmirna y buscaron tomar Ankara con el objetivo de destruir la resistencia turca de Mustafa Kemal Atatürk. Este fue el inicio de la Guerra greco-turca. A pesar de que Alejandro I vio al ejército heleno conseguir victoria tras victoria contra sus enemigos, fueron finalmente las fuerzas revolucionarias de Atatürk las que obtuvieron la victoria en 1922.

### Matrimonio

#### Matrimonio controvertido
El día que accedió al trono, el 10 de junio de 1917, Alejandro reveló a su padre su compromiso con Aspasia Manos y le pidió su autorización para casarse con ella. Constantino, muy reticente con la idea del matrimonio de su hijo con una mujer de sangre no real, le pidió a Alejandro que esperara al fin de las hostilidades para comprometerse. En contrapartida, el rey le prometió ser padrino el día de la boda. En estas circunstancias, Alejandro aceptó aplazar su matrimonio hasta el restablecimiento de la paz en Grecia.
Sin embargo, con el pasar de los meses, el joven monarca soportaba cada vez menos la separación con su familia. Con regularidad escribía cartas a sus padres, pero estas eran interceptadas por el gobierno y su familia no las recibía. En esta situación, el único refugio que tenía Alejandro era Aspasia y tomó la decisión de casarse con ella a pesar de las recomendaciones de su padre y la oposición del primer ministro. De hecho, aunque Eleftherios Venizelos era amigo de Petro Manos, prefería que el monarca se casara con la princesa María del Reino Unido con el objetivo de consolidar los lazos que unían Grecia con su potencia alidada, Gran Bretaña.

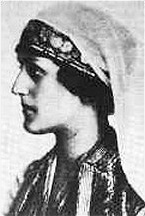
Aspasia Manos con el vestido griego tradicional.

A pesar de todo, el matrimonio de Alejandro y Aspasia no solo tenía enemigos. La dinastía griega era de origen germano-danés y había que remontarse a la Edad Media bizantina para encontrar antepasados griegos entre los soberanos. En estas circunstancias, la unión del monarca y de su prometida permitiría helenizar la familia real, lo cual no desagradaba a todos los griegos. Además, entre las potencias europeas y, sobre todo en la embajada inglesa, la posibilidad de que se celebrara este matrimonio se veía con buenos ojos. De hecho, la influencia de la futura reina sobre el soberano se juzgaba positiva. La visita del príncipe Arturo a Atenas en marzo de 1918 confirmó el apoyo del Reino Unido al compromiso de boda. Tras haber nombrado a Alejandro caballero gran cruz de honor de la Orden del Baño pidió citarse con Aspasia y declaró al soberano que, si fuera más joven, también intentaría casarse con ella.

#### Matrimonio ilegal
Frente a las oposiciones, Alejandro y Aspasia decidieron casarse en secreto. Con la ayuda del cuñado de ella, Christo Zalocostas, y tras diversos intentos infructuosos, la pareja consiguió unirse en matrimonio ante un capellán del palacio real, el archimandrita Zacharistas, la tarde del el 17 de noviembre de 1919. Tras la ceremonia, el religioso juró guardar silencio sobre la ceremonia que acababa de celebrar, pero rompió su promesa y corrió a confesar ante el arzobispo de Atenas. Sin embargo, según la constitución griega, los miembros de la familia real no debían obtener solo la autorización del soberano para casarse, sino también el de la cabeza de la Iglesia ortodoxa de Grecia. Casándose con Aspasia sin informar al arzobispo, Alejandro I había desobedecido la ley y su actitud causó un enorme escándalo en el país. En consecuencia, aunque el matrimonio de la joven pareja fue considerado legal, Aspasia no podía usar el título de «reina de los Helenos» y fue conocida solo como «señora Manos».
A pesar de su ira hacia este matrimonio morganático, Venizelos autorizó a Aspasia y a su madre a instalarse en el palacio real con la condición de que su unión no se hiciera pública. A pesar de todo, la información no se mantuvo en secreto y la joven fue obligada a abandonar Atenas y Grecia para escapar del escándalo. Se estableció en Roma y después en París donde Alejandro I estuvo autorizado a verla, seis meses después, para su luna de miel. Finalmente, Aspasia y su esposo recibieron el permiso del gobierno para volver juntos a Grecia durante el verano de 1920. En la capital helena, la «Señora Manos» residió primero en casa de su hermana para instalarse, posteriormente, en el palacio de Tatoi. Fue entonces cuando ella se dio cuenta de que estaba embarazada, lo que supuso una gran alegría para la pareja.

### Una desaparición inesperada

#### El accidente del 2 de octubre y sus consecuencias
El 2 de octubre de 1920, se produjo un incidente mientras Alejandro I paseaba por sus dominios de Tatoi. Un mono doméstico, que pertenecía al administrador de los viñedos del palacio atacó a Fritz, al pastor alemán del soberano y este, al intentar separar a los dos animales, fue mordido profundamente en la pierna y en el estómago por otro primate. Los criados acudieron y ahuyentaron a los monos. Las heridas del soberano fueron limpiadas enseguida y vendadas, pero no cauterizadas. El soberano no consideró de gravedad lo que acababa de suceder y pidió que la noticia no fuera comunicada.

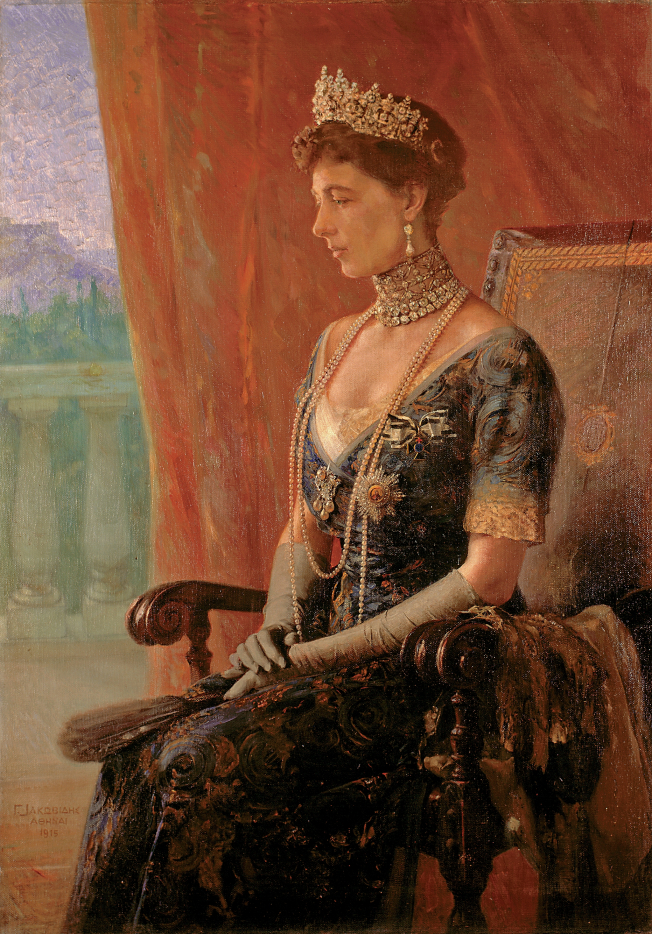
La reina Sofía de Grecia por Georgios Jakobides (1915).

Sin embargo, Alejandro empezó a sufrir una fuerte fiebre a partir de la tarde: sus heridas se acabaron infectando y rápidamente desarrollaron sepsis. Debido a la rápida evolución de los síntomas, los médicos pensaron en amputarle la pierna, pero ninguno quería hacerse responsable de un acto tan drástico. Durante varios días, el joven monarca sufrió atrozmente debido a la infección. El 19 de octubre comenzó a delirar y llamó a su madre a su lado antes de caer en coma. Sin embargo, el gobierno griego rechazó permitir a la reina Sofía que entrara en el país. En Saint Moritz, donde estaba exiliada con el resto de la familia real, la soberana suplicó a las autoridades helenas que la dejaran entrar en el país, pero Venizelos se mostró inflexible. Finalmente, la reina Olga, viuda de Jorge I, fue autorizada a acudir a Atenas a reunirse con su nieto. No obstante, debido a un mar agitado, llegó doce horas después de su muerte, el 25 de octubre de 1920. Informados por telegrama por la noche, los otros miembros de la familia real acogieron la noticia del fallecimiento con mucha tristeza.
Dos días después de la muerte del monarca, se celebró el funeral en la catedral de Atenas. Una vez más, la familia real no estuvo autorizada a volver a Grecia y la reina Olga fue la única pariente del soberano, junto con su esposa Aspasia, presente en el entierro. El cuerpo de Alejandro fue sepultado en las tierras de dominio real en Tatoi.
Para la familia real de Grecia, el reinado de Alejandro I nunca estuvo plenamente legitimado. En el cementerio real, mientras que en las tumbas del resto de soberanos de la dinastía llevan la inscripción «Rey de los Helenos, príncipe de Dinamarca», en la tumba del joven soberano se lee «Alejandro, hijo del rey de los Helenos, príncipe de Dinamarca. Reinó en lugar de su padre del 14 de junio de 1917 al 25 de octubre de 1920». Según la hermana favorita del monarca, la reina Helena de Rumanía, este sentimiento de ilegitimidad fue compartido por el propio soberano, lo que explicaría en gran parte su matrimonio.

#### La cuestión de la sucesión

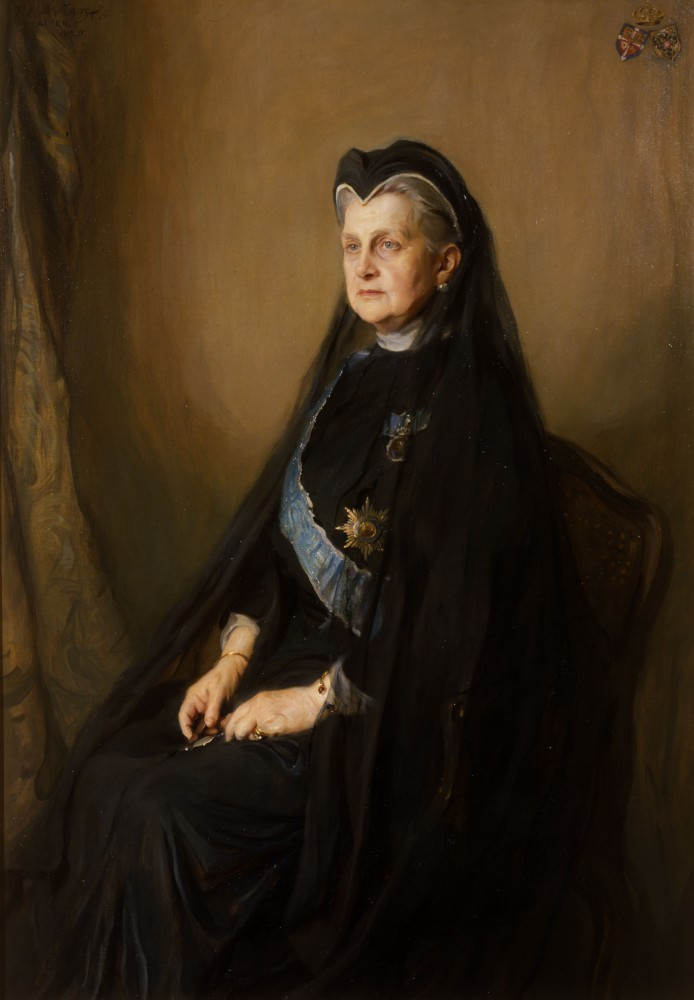
La reina Olga de Grecia por Philip de László (1914).

Para el gobierno heleno, la muerte de Alejandro I puso sobre la mesa la cuestión de la sucesión al trono así como la forma del régimen. El rey se había casado de manera ilegal y por tanto su descendencia no pertenecía a la dinastía reinante en Grecia; conservar la monarquía implicaba encontrar un nuevo soberano. Sin embargo, si bien el parlamento griego afirmó oficialmente que no pedía la destitución de la dinastía, sino solo la exclusión de Constantino y su sucesores Jorge II, Eleftherios Venizelos escondió sus opiniones republicanas. A pesar de todo, el 29 de octubre de 1920, el gobierno decidió proponer la corona al hermano menor de Alejandro y Jorge, el príncipe Pablo.
Sin embargo, el tercer hijo de Constantino I rechazó ascender al trono mientras que su padre y su hermano siguieran con vida. Insistió en el hecho de que ninguno de ellos había renunciado a sus derechos y que no podría llevar la corona que no le llegara de forma legítima. El trono estaba vacante y el conflicto con los turcos se eternizaba y las nuevas elecciones legislativas se convirtieron en un conflicto abierto entre los partidarios de Venizelos y del exrey Constantino. El 14 de noviembre de 1920, los monárquicos ganaron las elecciones y Dimitrios Rallis fue nombrado primer ministro. Vencido, el político cretense eligió partir al exilio. Antes de su partida, pidió a la reina Olga que aceptara la regencia hasta la vuelta de Constantino.

## Ancestros
| \| \| \| \| \| \| \| \| \| \| \| \| \| \| \| \| \| \| \| \| 16. Federico Guillermo de Schleswig-Holstein-Sonderburg-Glücksburg \| \| \| \| \| \| \| \| \| \| \| \| \| \| \| \| \| \| \| \| \| \| \| \| \| \| \| \| \| \| \| \| \| \| \| \| \| \| \| \| \| \| \| \| \| \| \| \| \| \| \| \| \| \| 8. Cristián IX de Dinamarca \| \| \| \| \| \| \| \| \| \| \| \| \| \| \| \| \| \| \| \| \| \| \| \| \| \| \| \| \| \| \| \| \| \| \| \| \| \| \| \| \| \| \| \| \| \| \| \| \| \| \| \| \| \| 17. Luisa Carolina de Hesse-Kassel \| \| \| \| \| \| \| \| \| \| \| \| \| \| \| \| \| \| \| \| \| \| \| \| \| \| \| \| \| \| \| \| \| \| \| \| \| \| \| \| \| \| \| \| \| \| \| \| \| \| \| \| \| \| 4. Jorge I de Grecia \| \| \| \| \| \| \| \| \| \| \| \| \| \| \| \| \| \| \| \| \| \| \| \| \| \| \| \| \| \| \| \| \| \| \| \| \| \| \| \| \| \| \| \| \| \| \| \| \| \| \| \| \| \| 18. Guillermo de Hesse-Kassel \| \| \| \| \| \| \| \| \| \| \| \| \| \| \| \| \| \| \| \| \| \| \| \| \| \| \| \| \| \| \| \| \| \| \| \| \| \| \| \| \| \| \| \| \| \| \| \| \| \| \| \| \| \| 9. Luisa de Hesse-Kassel \| \| \| \| \| \| \| \| \| \| \| \| \| \| \| \| \| \| \| \| \| \| \| \| \| \| \| \| \| \| \| \| \| \| \| \| \| \| \| \| \| \| \| \| \| \| \| \| \| \| \| \| \| \| 19. Luisa Carlota de Dinamarca \| \| \| \| \| \| \| \| \| \| \| \| \| \| \| \| \| \| \| \| \| \| \| \| \| \| \| \| \| \| \| \| \| \| \| \| \| \| \| \| \| \| \| \| \| \| \| \| \| \| \| \| \| \| 2. Constantino I de Grecia \| \| \| \| \| \| \| \| \| \| \| \| \| \| \| \| \| \| \| \| \| \| \| \| \| \| \| \| \| \| \| \| \| \| \| \| \| \| \| \| \| \| \| \| \| \| \| \| \| \| \| \| \| \| 20. Nicolás I de Rusia \| \| \| \| \| \| \| \| \| \| \| \| \| \| \| \| \| \| \| \| \| \| \| \| \| \| \| \| \| \| \| \| \| \| \| \| \| \| \| \| \| \| \| \| \| \| \| \| \| \| \| \| \| \| 10. Constantino Nikoláyevich de Rusia \| \| \| \| \| \| \| \| \| \| \| \| \| \| \| \| \| \| \| \| \| \| \| \| \| \| \| \| \| \| \| \| \| \| \| \| \| \| \| \| \| \| \| \| \| \| \| \| \| \| \| \| \| \| 21. Carlota de Prusia \| \| \| \| \| \| \| \| \| \| \| \| \| \| \| \| \| \| \| \| \| \| \| \| \| \| \| \| \| \| \| \| \| \| \| \| \| \| \| \| \| \| \| \| \| \| \| \| \| \| \| \| \| \| 5. Olga Konstantínova Románova \| \| \| \| \| \| \| \| \| \| \| \| \| \| \| \| \| \| \| \| \| \| \| \| \| \| \| \| \| \| \| \| \| \| \| \| \| \| \| \| \| \| \| \| \| \| \| \| \| \| \| \| \| \| 22. José de Sajonia-Altenburgo \| \| \| \| \| \| \| \| \| \| \| \| \| \| \| \| \| \| \| \| \| \| \| \| \| \| \| \| \| \| \| \| \| \| \| \| \| \| \| \| \| \| \| \| \| \| \| \| \| \| \| \| \| \| 11. Alejandra de Sajonia-Altenburgo \| \| \| \| \| \| \| \| \| \| \| \| \| \| \| \| \| \| \| \| \| \| \| \| \| \| \| \| \| \| \| \| \| \| \| \| \| \| \| \| \| \| \| \| \| \| \| \| \| \| \| \| \| \| 23. Amelia de Würtemberg \| \| \| \| \| \| \| \| \| \| \| \| \| \| \| \| \| \| \| \| \| \| \| \| \| \| \| \| \| \| \| \| \| \| \| \| \| \| \| \| \| \| \| \| \| \| \| \| \| \| \| \| \| \| 1. Alejandro I \| \| \| \| \| \| \| \| \| \| \| \| \| \| \| \| \| \| \| \| \| \| \| \| \| \| \| \| \| \| \| \| \| \| \| \| \| \| \| \| \| \| \| \| \| \| \| \| \| \| \| \| \| \| 24. Federico Guillermo III de Prusia \| \| \| \| \| \| \| \| \| \| \| \| \| \| \| \| \| \| \| \| \| \| \| \| \| \| \| \| \| \| \| \| \| \| \| \| \| \| \| \| \| \| \| \| \| \| \| \| \| \| \| \| \| \| 12. Guillermo I de Alemania \| \| \| \| \| \| \| \| \| \| \| \| \| \| \| \| \| \| \| \| \| \| \| \| \| \| \| \| \| \| \| \| \| \| \| \| \| \| \| \| \| \| \| \| \| \| \| \| \| \| \| \| \| \| 25. Luisa de Mecklemburgo-Strelitz \| \| \| \| \| \| \| \| \| \| \| \| \| \| \| \| \| \| \| \| \| \| \| \| \| \| \| \| \| \| \| \| \| \| \| \| \| \| \| \| \| \| \| \| \| \| \| \| \| \| \| \| \| \| 6. Federico III de Alemania \| \| \| \| \| \| \| \| \| \| \| \| \| \| \| \| \| \| \| \| \| \| \| \| \| \| \| \| \| \| \| \| \| \| \| \| \| \| \| \| \| \| \| \| \| \| \| \| \| \| \| \| \| \| 26. Carlos Federico de Sajonia-Weimar-Eisenach \| \| \| \| \| \| \| \| \| \| \| \| \| \| \| \| \| \| \| \| \| \| \| \| \| \| \| \| \| \| \| \| \| \| \| \| \| \| \| \| \| \| \| \| \| \| \| \| \| \| \| \| \| \| 13. Augusta de Sajonia-Weimar-Eisenach \| \| \| \| \| \| \| \| \| \| \| \| \| \| \| \| \| \| \| \| \| \| \| \| \| \| \| \| \| \| \| \| \| \| \| \| \| \| \| \| \| \| \| \| \| \| \| \| \| \| \| \| \| \| 27. María Pávlovna de Rusia \| \| \| \| \| \| \| \| \| \| \| \| \| \| \| \| \| \| \| \| \| \| \| \| \| \| \| \| \| \| \| \| \| \| \| \| \| \| \| \| \| \| \| \| \| \| \| \| \| \| \| \| \| \| 3. Sofía de Prusia \| \| \| \| \| \| \| \| \| \| \| \| \| \| \| \| \| \| \| \| \| \| \| \| \| \| \| \| \| \| \| \| \| \| \| \| \| \| \| \| \| \| \| \| \| \| \| \| \| \| \| \| \| \| 28. Ernesto I de Sajonia-Coburgo-Gotha \| \| \| \| \| \| \| \| \| \| \| \| \| \| \| \| \| \| \| \| \| \| \| \| \| \| \| \| \| \| \| \| \| \| \| \| \| \| \| \| \| \| \| \| \| \| \| \| \| \| \| \| \| \| 14. Alberto de Sajonia-Coburgo-Gotha \| \| \| \| \| \| \| \| \| \| \| \| \| \| \| \| \| \| \| \| \| \| \| \| \| \| \| \| \| \| \| \| \| \| \| \| \| \| \| \| \| \| \| \| \| \| \| \| \| \| \| \| \| \| 29. Luisa de Sajonia-Gotha-Altenburgo \| \| \| \| \| \| \| \| \| \| \| \| \| \| \| \| \| \| \| \| \| \| \| \| \| \| \| \| \| \| \| \| \| \| \| \| \| \| \| \| \| \| \| \| \| \| \| \| \| \| \| \| \| \| 7. Victoria de Sajonia-Coburgo-Gotha \| \| \| \| \| \| \| \| \| \| \| \| \| \| \| \| \| \| \| \| \| \| \| \| \| \| \| \| \| \| \| \| \| \| \| \| \| \| \| \| \| \| \| \| \| \| \| \| \| \| \| \| \| \| 30. Eduardo de Hannover \| \| \| \| \| \| \| \| \| \| \| \| \| \| \| \| \| \| \| \| \| \| \| \| \| \| \| \| \| \| \| \| \| \| \| \| \| \| \| \| \| \| \| \| \| \| \| \| \| \| \| \| \| \| 15. Victoria del Reino Unido \| \| \| \| \| \| \| \| \| \| \| \| \| \| \| \| \| \| \| \| \| \| \| \| \| \| \| \| \| \| \| \| \| \| \| \| \| \| \| \| \| \| \| \| \| \| \| \| \| \| \| \| \| \| 31. Victoria de Sajonia-Coburgo-Saalfeld \| \| \| \| \| \| \| \| \| \| \| \| \| \| \| \| \| \| \| \| \| \| \| \| \| \| \| \| \| \| \| \| \| \| \| \| \| \| \| \| \| \| \| \| \| \| \| \| \| \| \| \| |                                                                    |  |  |  |  |  |  |  |  |  |  |  |  |  |  |  |
| |                                                                    |  |  |  |  |  |  |  |  |  |  |  |  |  |  |  |
| | 16. Federico Guillermo de Schleswig-Holstein-Sonderburg-Glücksburg |  |  |  |  |  |  |  |  |  |  |  |  |  |  |  |
| |                                                                    |  |  |  |  |  |  |  |  |  |  |  |  |  |  |  |
| |                                                                    |  |  |  |  |  |  |  |  |  |  |  |  |  |  |  |
| | 8. Cristián IX de Dinamarca                                        |  |  |  |  |  |  |  |  |  |  |  |  |  |  |  |
| |                                                                    |  |  |  |  |  |  |  |  |  |  |  |  |  |  |  |
| |                                                                    |  |  |  |  |  |  |  |  |  |  |  |  |  |  |  |
| | 17. Luisa Carolina de Hesse-Kassel                                 |  |  |  |  |  |  |  |  |  |  |  |  |  |  |  |
| |                                                                    |  |  |  |  |  |  |  |  |  |  |  |  |  |  |  |
| |                                                                    |  |  |  |  |  |  |  |  |  |  |  |  |  |  |  |
| | 4. Jorge I de Grecia                                               |  |  |  |  |  |  |  |  |  |  |  |  |  |  |  |
| |                                                                    |  |  |  |  |  |  |  |  |  |  |  |  |  |  |  |
| |                                                                    |  |  |  |  |  |  |  |  |  |  |  |  |  |  |  |
| | 18. Guillermo de Hesse-Kassel                                      |  |  |  |  |  |  |  |  |  |  |  |  |  |  |  |
| |                                                                    |  |  |  |  |  |  |  |  |  |  |  |  |  |  |  |
| |                                                                    |  |  |  |  |  |  |  |  |  |  |  |  |  |  |  |
| | 9. Luisa de Hesse-Kassel                                           |  |  |  |  |  |  |  |  |  |  |  |  |  |  |  |
| |                                                                    |  |  |  |  |  |  |  |  |  |  |  |  |  |  |  |
| |                                                                    |  |  |  |  |  |  |  |  |  |  |  |  |  |  |  |
| | 19. Luisa Carlota de Dinamarca                                     |  |  |  |  |  |  |  |  |  |  |  |  |  |  |  |
| |                                                                    |  |  |  |  |  |  |  |  |  |  |  |  |  |  |  |
| |                                                                    |  |  |  |  |  |  |  |  |  |  |  |  |  |  |  |
| | 2. Constantino I de Grecia                                         |  |  |  |  |  |  |  |  |  |  |  |  |  |  |  |
| |                                                                    |  |  |  |  |  |  |  |  |  |  |  |  |  |  |  |
| |                                                                    |  |  |  |  |  |  |  |  |  |  |  |  |  |  |  |
| | 20. Nicolás I de Rusia                                             |  |  |  |  |  |  |  |  |  |  |  |  |  |  |  |
| |                                                                    |  |  |  |  |  |  |  |  |  |  |  |  |  |  |  |
| |                                                                    |  |  |  |  |  |  |  |  |  |  |  |  |  |  |  |
| | 10. Constantino Nikoláyevich de Rusia                              |  |  |  |  |  |  |  |  |  |  |  |  |  |  |  |
| |                                                                    |  |  |  |  |  |  |  |  |  |  |  |  |  |  |  |
| |                                                                    |  |  |  |  |  |  |  |  |  |  |  |  |  |  |  |
| | 21. Carlota de Prusia                                              |  |  |  |  |  |  |  |  |  |  |  |  |  |  |  |
| |                                                                    |  |  |  |  |  |  |  |  |  |  |  |  |  |  |  |
| |                                                                    |  |  |  |  |  |  |  |  |  |  |  |  |  |  |  |
| | 5. Olga Konstantínova Románova                                     |  |  |  |  |  |  |  |  |  |  |  |  |  |  |  |
| |                                                                    |  |  |  |  |  |  |  |  |  |  |  |  |  |  |  |
| |                                                                    |  |  |  |  |  |  |  |  |  |  |  |  |  |  |  |
| | 22. José de Sajonia-Altenburgo                                     |  |  |  |  |  |  |  |  |  |  |  |  |  |  |  |
| |                                                                    |  |  |  |  |  |  |  |  |  |  |  |  |  |  |  |
| |                                                                    |  |  |  |  |  |  |  |  |  |  |  |  |  |  |  |
| | 11. Alejandra de Sajonia-Altenburgo                                |  |  |  |  |  |  |  |  |  |  |  |  |  |  |  |
| |                                                                    |  |  |  |  |  |  |  |  |  |  |  |  |  |  |  |
| |                                                                    |  |  |  |  |  |  |  |  |  |  |  |  |  |  |  |
| | 23. Amelia de Würtemberg                                           |  |  |  |  |  |  |  |  |  |  |  |  |  |  |  |
| |                                                                    |  |  |  |  |  |  |  |  |  |  |  |  |  |  |  |
| |                                                                    |  |  |  |  |  |  |  |  |  |  |  |  |  |  |  |
| | 1. Alejandro I                                                     |  |  |  |  |  |  |  |  |  |  |  |  |  |  |  |
| |                                                                    |  |  |  |  |  |  |  |  |  |  |  |  |  |  |  |
| |                                                                    |  |  |  |  |  |  |  |  |  |  |  |  |  |  |  |
| | 24. Federico Guillermo III de Prusia                               |  |  |  |  |  |  |  |  |  |  |  |  |  |  |  |
| |                                                                    |  |  |  |  |  |  |  |  |  |  |  |  |  |  |  |
| |                                                                    |  |  |  |  |  |  |  |  |  |  |  |  |  |  |  |
| | 12. Guillermo I de Alemania                                        |  |  |  |  |  |  |  |  |  |  |  |  |  |  |  |
| |                                                                    |  |  |  |  |  |  |  |  |  |  |  |  |  |  |  |
| |                                                                    |  |  |  |  |  |  |  |  |  |  |  |  |  |  |  |
| | 25. Luisa de Mecklemburgo-Strelitz                                 |  |  |  |  |  |  |  |  |  |  |  |  |  |  |  |
| |                                                                    |  |  |  |  |  |  |  |  |  |  |  |  |  |  |  |
| |                                                                    |  |  |  |  |  |  |  |  |  |  |  |  |  |  |  |
| | 6. Federico III de Alemania                                        |  |  |  |  |  |  |  |  |  |  |  |  |  |  |  |
| |                                                                    |  |  |  |  |  |  |  |  |  |  |  |  |  |  |  |
| |                                                                    |  |  |  |  |  |  |  |  |  |  |  |  |  |  |  |
| | 26. Carlos Federico de Sajonia-Weimar-Eisenach                     |  |  |  |  |  |  |  |  |  |  |  |  |  |  |  |
| |                                                                    |  |  |  |  |  |  |  |  |  |  |  |  |  |  |  |
| |                                                                    |  |  |  |  |  |  |  |  |  |  |  |  |  |  |  |
| | 13. Augusta de Sajonia-Weimar-Eisenach                             |  |  |  |  |  |  |  |  |  |  |  |  |  |  |  |
| |                                                                    |  |  |  |  |  |  |  |  |  |  |  |  |  |  |  |
| |                                                                    |  |  |  |  |  |  |  |  |  |  |  |  |  |  |  |
| | 27. María Pávlovna de Rusia                                        |  |  |  |  |  |  |  |  |  |  |  |  |  |  |  |
| |                                                                    |  |  |  |  |  |  |  |  |  |  |  |  |  |  |  |
| |                                                                    |  |  |  |  |  |  |  |  |  |  |  |  |  |  |  |
| | 3. Sofía de Prusia                                                 |  |  |  |  |  |  |  |  |  |  |  |  |  |  |  |
| |                                                                    |  |  |  |  |  |  |  |  |  |  |  |  |  |  |  |
| |                                                                    |  |  |  |  |  |  |  |  |  |  |  |  |  |  |  |
| | 28. Ernesto I de Sajonia-Coburgo-Gotha                             |  |  |  |  |  |  |  |  |  |  |  |  |  |  |  |
| |                                                                    |  |  |  |  |  |  |  |  |  |  |  |  |  |  |  |
| |                                                                    |  |  |  |  |  |  |  |  |  |  |  |  |  |  |  |
| | 14. Alberto de Sajonia-Coburgo-Gotha                               |  |  |  |  |  |  |  |  |  |  |  |  |  |  |  |
| |                                                                    |  |  |  |  |  |  |  |  |  |  |  |  |  |  |  |
| |                                                                    |  |  |  |  |  |  |  |  |  |  |  |  |  |  |  |
| | 29. Luisa de Sajonia-Gotha-Altenburgo                              |  |  |  |  |  |  |  |  |  |  |  |  |  |  |  |
| |                                                                    |  |  |  |  |  |  |  |  |  |  |  |  |  |  |  |
| |                                                                    |  |  |  |  |  |  |  |  |  |  |  |  |  |  |  |
| | 7. Victoria de Sajonia-Coburgo-Gotha                               |  |  |  |  |  |  |  |  |  |  |  |  |  |  |  |
| |                                                                    |  |  |  |  |  |  |  |  |  |  |  |  |  |  |  |
| |                                                                    |  |  |  |  |  |  |  |  |  |  |  |  |  |  |  |
| | 30. Eduardo de Hannover                                            |  |  |  |  |  |  |  |  |  |  |  |  |  |  |  |
| |                                                                    |  |  |  |  |  |  |  |  |  |  |  |  |  |  |  |
| |                                                                    |  |  |  |  |  |  |  |  |  |  |  |  |  |  |  |
| | 15. Victoria del Reino Unido                                       |  |  |  |  |  |  |  |  |  |  |  |  |  |  |  |
| |                                                                    |  |  |  |  |  |  |  |  |  |  |  |  |  |  |  |
| |                                                                    |  |  |  |  |  |  |  |  |  |  |  |  |  |  |  |
| | 31. Victoria de Sajonia-Coburgo-Saalfeld                           |  |  |  |  |  |  |  |  |  |  |  |  |  |  |  |
| |                                                                    |  |  |  |  |  |  |  |  |  |  |  |  |  |  |  |
| |                                                                    |  |  |  |  |  |  |  |  |  |  |  |  |  |  |  |